# Dasyphora sinensis
Dasyphora sinensis är en tvåvingeart som beskrevs av Ma 1979. Dasyphora sinensis ingår i släktet Dasyphora och familjen husflugor. Inga underarter finns listade i Catalogue of Life.